# Peter Mühlbauer
Peter Mühlbauer (geb. 19. September 1963 in Cham, Oberpfalz) ist ein deutscher Künstler, Illustrator und Autor. Bekannt wurde er durch seine Werke in den Bereichen Literatur, Zeichnung und Illustration.

## Leben
Nach dem Abitur studierte Mühlbauer Philosophie und Theologie an den Universitäten Regensburg und der Albert-Ludwigs-Universität Freiburg. Anschließend war er als Kaplan an der Stiftskirche in Altötting und in der Pfarrei St. Michael in Regen tätig, bis er seine spätere Frau kennenlernte.
Im Anschluss an seine kirchliche Tätigkeit absolvierte er ein Zweitstudium an der Universität Passau, um das Lehramt mit den Fächern Theologie, Deutsch, Geschichte und Politik zu erlangen. Als Lehrer unterrichtete er später an einer Berufsschule in Passau.
Seit 2010 arbeitet Mühlbauer freischaffend als Künstler, Illustrator und Autor. Er lebt mit seiner Familie im niederbayerischen Osterhofen.

## Autorentätigkeit und Illustrationen
Peter Mühlbauer hat fünf eigene Bücher veröffentlicht und zwei weitere für den Battenberg Gietl Verlag illustriert. Zu seinem Buch Luggis Tagebuch schrieb der Komponist Kersten Wagner ein Musical, das an der Realschule Osterhofen aufgeführt wurde. In seinen Büchern beschäftigt er sich als Autor mit alltäglichen Geschehnissen sowie schriftlichen oder mündlichen Überlieferungen aus Ostbayern.

## Künstlerische Tätigkeit
Zeichnerisch arbeitet Mühlbauer vorwiegend mit dynamischer Federführung. Ein besonderes Merkmal seiner Werke ist die gesellschaftskritische Komponente, wobei er sich u. a. Landschaften, Stillleben, Tierischem und Humorvollem annimmt. Dabei spielen Bild und Wort oftmals eine gleichberechtigte Rolle und ergänzen sich gegenseitig.
Eine Illustration zu den Nibelungen wird als Dauerleihgabe im SiegfriedMuseum Xanten ausgestellt.

## Engagement und Auszeichnungen
Mühlbauer wurde mit dem Kulturpreis der Acht Donaugemeinden vom Bistum Passau ausgezeichnet. Der Preis wurde ihm für die Unterstützung von Flüchtlingen aus Syrien und Afghanistan verliehen, denen er die deutsche Sprache und Kultur vermittelte. Daneben organisierte er Zeichenkurse und Ausstellungen mit den Geflüchteten. In Hamids Tagebuch erzählt er aus dem Leben eines Afghanen.

## Veröffentlichungen

### Als Autor
- Manns-Buida. morgenroth media, Oberhaching, 2015, ISBN 978-3-95907-002-7.
- Luggis Tagebuch. morgenroth media, Oberhaching 2016, ISBN 978-3-95907-006-5.
- Hamids Tagebuch. morgenroth media, Oberhaching 2017, ISBN 978-3-95907-016-4.
- Karrers Tagebuch. morgenroth media, Oberhaching 2017, ISBN 978-3-941425-19-4.
- Neue Streiche und Geschichten. morgenroth media, Winzer 2022, ISBN 978-3-95907-052-2.

### Als Illustrator
- Nasobeme und andere Viechereien. morgenroth media, Oberhaching, 2017, ISBN 978-3-95907-005-8.
- Bayerische Märchen. SüdOst Verlag, Regenstauf, 2016, ISBN 978-3-86646-757-6.
- Niederbayerische Sagen. SüdOst Verlag, Regenstauf, 2017, ISBN 978-3-86646-779-8.